# マーシャルの奇跡
『マーシャルの奇跡』（マーシャルのきせき、We Are Marshall）は2006年のアメリカ合衆国のドラマ映画。
監督はマックG、出演はマシュー・マコノヒーとマシュー・フォックスなど。
1970年11月に起きたサザン航空932便墜落事故で選手とコーチの大半を失ったマーシャル大学アメフト部の復活の実話に基づいている。
日本では劇場未公開だが、2008年6月11日に『マシュー・マコノヒー マーシャルの奇跡』のタイトルでDVDが発売された。

## ストーリー
ウェストバージニア州ハンティントンのマーシャル大学アメフト部は全米有数の強豪チームとして市民から深く愛されていたが、遠征先のノースカロライナから帰る飛行機が墜落し、選手やコーチなど合わせて75名が亡くなる。大学はアメフト部の活動を停止しようとするが、遺された部員たちの声かけにより学生らが反対を表明。学長もチーム復活に向けて動き出すことになる。
ところが選手はおろか、コーチも見つからず、チーム復活は難航を極めるが、そこに他大学でコーチを務めているジャック・レンゲルが、名乗りを上げる。

## キャスト
ジャック・レンゲル
演 - マシュー・マコノヒー、吹替 - 内田直哉
アメフト部復活のためにやってきたコーチ。
ウィリアム・ドーソン
演 - マシュー・フォックス、吹替 - 東地宏樹
アメフト部アシスタントコーチ。
ネイト・ラフィン
演 - アンソニー・マッキー、吹替 - 伊藤健太郎
アメフト部員。怪我で欠場していたために事故に遭わなかった。
ドナルド・デドモン
演 - デヴィッド・ストラザーン
学長。アメフト部復活に尽力する。
ポール・グリフェン
演 - イアン・マクシェーン、吹替 - 辻親八
アメフト部のスター選手だった息子クリスを亡くす。
アニー・キャントレル
演 - ケイト・マーラ、吹替 - 加藤優子
恋人クリスを事故で亡くす。
キャロル・ドーソン
演 - ジャニュアリー・ジョーンズ
ウィリアム・ドーソンの妻。
サンディ・レンゲル
演 - キンバリー・ウィリアムズ＝ペイズリー
ジャック・レンゲルの妻。
リック・トリー
演 - ロバート・パトリック
アメフト部コーチ。事故で亡くなる。
クリス・グリフェン
演 - ウェス・ブラウン、吹替 - 佐藤拓也
アメフト部のスター選手。事故で亡くなる。

## 作品の評価
Rotten Tomatoesによれば、批評家の一致した見解は「マシュー・マコノヒーは『マーシャルの奇跡』をエンドゾーンまで牽引していると言えるが、本作が米スポーツ界における歴史的な出来事を追悼するにしては安易で心地いいだけのルートを取ってしまっているのを止められていない。」であり、126件の評論のうち高評価は48%にあたる61件で、平均点は10点満点中5.79点となっている。
Metacriticによれば、31件の評論のうち、高評価は13件、賛否混在は14件、低評価は4件で、平均点は100点満点中53点となっている。